# Строен саламандър
Batrachoseps attenuatus е вид земноводно от семейство Plethodontidae.

## Разпространение
Видът е разпространен в САЩ.